# Seriphium cinereum
Seriphium cinereum là một loài thực vật có hoa trong họ Cúc. Loài này được L. miêu tả khoa học đầu tiên năm 1753.